# Milan Herak
Milan Herak (* 5. März 1917 in Brašljevica, heute zur Gemeinde Ozalj, Kroatien gehörend; † 26. April 2015 in Zagreb) war ein jugoslawischer bzw. kroatischer Geologe und Paläobotaniker.

## Leben
Nach seinem Abitur studierte er ab 1937 Naturwissenschaften an der Universität Zagreb. 1942/43 setzte er seine Studien in Wien am Naturhistorischen Museum und an der dortigen Universität fort und schrieb seine Dissertation zum Thema Zur Kenntnis triadischer Kalkschwämme (Sycones). Er promovierte 1943 in Zagreb und forschte dort zunächst an einem geologischen Museum.
Ab 1952 war er Dozent, ab 1956 Professor an der Technischen Fakultät der Universität Zagreb; 1958 wechselte er auf eine Professur an der Naturwissenschaftlich-Mathematischen Fakultät der Universität Zagreb.
1973 wurde er Vollmitglied der Jugoslawischen Akademie der Wissenschaften und Künste, daneben war er Korrespondierendes Mitglied der Österreichischen Akademie der Wissenschaften (seit 1977) und der Slowenischen Akademie der Wissenschaften und Künste (seit 1991).

## Veröffentlichungen (Auswahl)

### Bücher
- mit Miroslav Tajder: Petrografija i geologija, 1951
- Paleobotanika za geologe i biologe, 1953
- Geologija – Struktura, dinamika i historija Zemlje, 1960
- (als Herausgeber): Karst. Important karst regions of the northern hemisphere, 1972, ISBN 0-444-40849-5 (von den 16 Kapiteln dieses Buches ist Herak Autor von einem und Coautor von zwei weiteren Kapiteln).

### Aufsätze
- Trias de Yugoslavie, in: Mémoires du Bureau de Recherches Géologiques et Minières. Jahrgang 15, 1963, ISSN 0071-8246, S. 446–454.
- Die Kalkalgen in der Stratigraphie der Dinariden (Jungpaläozoikum und Mesozoikum), in: Mitteilungen der Geologischen Gesellschaft in Wien. Jahrgang 58, 1965, ISSN 0072-1123, S. 10–217 (zobodat.at [PDF]).
- mit Mladen Juračić: Geological basis of environment protection in Croatia, in: Pollution and water resources. Columbia University seminar proceedings. Jahrgang 28, 1994, ISSN 0278-0925, S. 233–259.